# Funvic Brasilinvest-São José dos Campos/Saison 2015
Diese Liste beschreibt die Mannschaft und die Erfolge des Radsportteams Funvic Brasilinvest-São José dos Campos in der Saison 2015.

## Saison 2015

### Erfolge in der UCI America Tour
Bei den Rennen der UCI America Tour im Jahr 2015 gelangen dem Team nachstehende Erfolge.
| Datum          | Rennen                                                        | Kat. | Fahrer             |
| -------------- | ------------------------------------------------------------- | ---- | ------------------ |
| 20. Januar     | 2. Etappe Tour de San Luis                                    | 2.1  | Daniel Díaz        |
| 22. Januar     | 4. Etappe Tour de San Luis                                    | 2.1  | Daniel Díaz        |
| 24. Januar     | 6. Etappe Tour de San Luis                                    | 2.1  | Kleber Ramos       |
| 19.–25. Januar | Gesamtwertung Tour de San Luis                                | 2.1  | Daniel Díaz        |
| 28. März       | 2. Etappe Vuelta Ciclista del Uruguay                         | 2.2  | Francisco Chamorro |
| 29. März       | 3. Etappe Vuelta Ciclista del Uruguay                         | 2.2  | Francisco Chamorro |
| 1. April       | 6. Etappe Vuelta Ciclista del Uruguay                         | 2.2  | Francisco Chamorro |
| 3. April       | 8. Etappe Vuelta Ciclista del Uruguay                         | 2.2  | Francisco Chamorro |
| 8. April       | 1. Etappe Volta Ciclística Internacional do Rio Grande do Sul | 2.2  | Roberto Silva      |
| 29. Mai        | 3. Etappe Volta Ciclística Internacional do Paraná            | 2.2  | Flavio Santos      |
| 26. Juni       | Brasilianische Meisterschaft – Straßenrennen                  | CN   | Magno Nazaret      |
| 29. August     | 4. Etappe Tour do Rio                                         | 2.2  | Kleber Ramos       |
| 15. November   | Copa América de Ciclismo                                      | 1.2  | Carlos Manarelli   |

### Abgänge – Zugänge
| Zugänge     | Team 2014            | Abgänge     | Team 2015          |
| ----------- | -------------------- | ----------- | ------------------ |
| Daniel Díaz | San Luis Somos Todos | Juan Tamayo | Orgullo Antioqueño |

### Mannschaft
| Name               | Geburtstag        | Nationalität |
| ------------------ | ----------------- | ------------ |
| André Almeida      | 16. Dezember 1992 | Brasilien    |
| José Braga         | 21. Januar 1993   | Brasilien    |
| Francisco Chamorro | 7. August 1981    | Argentinien  |
| Daniel Díaz        | 7. Juli 1989      | Argentinien  |
| Alex Diniz         | 20. Oktober 1985  | Brasilien    |
| Felipe Fialho      | 22. August 1992   | Brasilien    |
| Antônio Garnero    | 17. August 1983   | Brasilien    |
| Carlos Manarelli   | 13. Februar 1989  | Brasilien    |
| Magno Nazaret      | 17. Januar 1986   | Brasilien    |
| Pedro Nicácio      | 13. Oktober 1981  | Brasilien    |
| Lucas Pereira      | 20. Januar 1990   | Brasilien    |
| Kleber Ramos       | 24. August 1985   | Brasilien    |
| Bruno Ribeiro      | 17. Dezember 1992 | Brasilien    |
| Ramiro Rincón      | 17. März 1987     | Kolumbien    |
| Alan Santos        | 25. Januar 1993   | Brasilien    |
| Roberto Silva      | 9. Januar 1983    | Brasilien    |